# Campionato mondiale maschile under 16 di calcio 1985
Il Campionato mondiale di calcio Under-16 1985 è stato la prima edizione del torneo di calcio giovanile oggi chiamato Campionato mondiale di calcio Under-17. Il torneo si è svolto in Cina dal 31 luglio all'11 agosto 1985.
Al torneo, organizzato dalla FIFA, potevano partecipare tutti i giocatori provenienti dalle 16 nazionali nati dal 1º agosto 1968, quindi ancora non diciassettenni il giorno dell'inizio della competizione, il 31 luglio.
È stato assegnato anche uno speciale premio per il fair play, andato alla Germania Ovest.

## Città e stadi
| Pechino | Dalian            |
| --- | ----------------- |
| Stadio dei Lavoratori                                                                                         | Stadio del Popolo |
| Capacità: 80,000                                                                                              | Capacità: 40,000  |
| |                   |
| Posizione degli stadi del Campionato mondiale di calcio Under-16 1985 (Cina) Pechino Dalian Tientsin Shanghai |                   |
| Tientsin | Shanghai          |
| Minyuan Stadium                                                                                               | Stadio Hongkou    |
| Capacità: 30,100                                                                                              | Capacità: 20,000  |
| |                   |

## Squadre partecipanti
| Confederazione                                        | Qualificate                    |
| ----------------------------------------------------- | ------------------------------ |
| AFC (Asia)                                            | Qatar Arabia Saudita           |
| CAF (Africa)                                          | Rep. del Congo Guinea Nigeria  |
| CONCACAF (America Centrale, Settentrionale e Caraibi) | Costa Rica Messico Stati Uniti |
| CONMEBOL (Sud America)                                | Argentina Bolivia Brasile      |
| OFC (Oceania)                                         | Australia                      |
| UEFA (Europa)                                         | Italia Germania Ovest Ungheria |
| Nazione ospitante                                     | Cina                           |

La metà delle squadre si qualificò al torneo attraverso i vari campionati continentali Under-16 degli anni precedenti, ma Stati Uniti e Australia si qualificarono attraverso le competizioni Under-17; le nazioni africane ottennero l'accesso grazie ad apposite qualificazioni, e la Cina, essendo la nazione ospitante, gareggiò di diritto; inoltre, la FIFA decise di invitare le nazionali di Bolivia e Ungheria.

## Risultati

### Fase a gironi

#### Gruppo A
| Pos. | Squadra     | Pt | G | V | N | P | GF | GS | DR |
| ---- | ----------- | -- | - | - | - | - | -- | -- | -- |
| 1.   | Cina        | 5  | 3 | 2 | 1 | 0 | 6  | 3  | +3 |
| 2.   | Guinea      | 4  | 3 | 2 | 0 | 1 | 5  | 2  | +3 |
| 3.   | Stati Uniti | 2  | 3 | 1 | 0 | 2 | 3  | 5  | -2 |
| 4.   | Bolivia     | 1  | 3 | 0 | 1 | 2 | 2  | 6  | -4 |

#### Gruppo B
| Pos. | Squadra        | Pt | G | V | N | P | GF | GS | DR |
| ---- | -------------- | -- | - | - | - | - | -- | -- | -- |
| 1.   | Australia      | 6  | 3 | 3 | 0 | 0 | 4  | 1  | +3 |
| 2.   | Germania Ovest | 3  | 3 | 1 | 1 | 1 | 5  | 3  | +2 |
| 3.   | Argentina      | 3  | 3 | 1 | 1 | 1 | 5  | 4  | +1 |
| 4.   | Rep. del Congo | 0  | 3 | 0 | 0 | 3 | 4  | 10 | -6 |

#### Gruppo C
| Pos. | Squadra        | Pt | G | V | N | P | GF | GS | DR |
| ---- | -------------- | -- | - | - | - | - | -- | -- | -- |
| 1.   | Arabia Saudita | 5  | 3 | 2 | 1 | 0 | 7  | 2  | +5 |
| 2.   | Nigeria        | 5  | 3 | 2 | 1 | 0 | 4  | 0  | +4 |
| 3.   | Italia         | 2  | 3 | 1 | 0 | 2 | 3  | 4  | -1 |
| 4.   | Costa Rica     | 0  | 3 | 0 | 0 | 3 | 1  | 9  | -8 |

#### Gruppo D
| Pos. | Squadra  | Pt | G | V | N | P | GF | GS | DR |
| ---- | -------- | -- | - | - | - | - | -- | -- | -- |
| 1.   | Ungheria | 5  | 3 | 2 | 1 | 0 | 4  | 0  | +4 |
| 2.   | Brasile  | 4  | 3 | 2 | 0 | 1 | 4  | 2  | +2 |
| 3.   | Messico  | 3  | 3 | 1 | 1 | 1 | 3  | 3  | 0  |
| 4.   | Qatar    | 0  | 3 | 0 | 0 | 3 | 2  | 8  | -6 |

Nota bene: 2 punti a vittoria, 1 a pareggio, 0 a sconfitta.

### Fase ad eliminazione diretta
|  | Quarti di finale    | Quarti di finale    |                     |        | Semifinali                | Semifinali                |  |  | Finale              | Finale |
|  |                     |                     |                     |        |                           |                           |  |  |                     |        |
|  | 7 agosto - Pechino  |                     |                     |        |                           |                           |  |  |                     |        |
|  |                     |                     |                     |        |                           |                           |  |  |                     |        |
|  | Cina                | 2                   |                     |        |                           |                           |  |  |                     |        |
|  | Cina                | 2                   | 9 agosto - Pechino  |        |                           |                           |  |  |                     |        |
|  | Germania Ovest      | 4                   |                     |        |                           |                           |  |  |                     |        |
|  | Germania Ovest      | 4                   | Germania Ovest      | 4      |                           |                           |  |  |                     |        |
|  | 7 agosto - Dalian   |                     | Germania Ovest      | 4      |                           |                           |  |  |                     |        |
|  |                     | Brasile             | 3                   |        |                           |                           |  |  |                     |        |
|  | Arabia Saudita      | Brasile             | 3                   | 1      |                           |                           |  |  |                     |        |
|  | Arabia Saudita      |                     | 11 agosto - Pechino | 1      |                           |                           |  |  |                     |        |
|  | Brasile             | 2                   |                     |        |                           |                           |  |  |                     |        |
|  | Brasile             | 2                   | Germania Ovest      | 0      |                           |                           |  |  |                     |        |
|  | 7 agosto - Tientsin |                     | Germania Ovest      | 0      |                           |                           |  |  |                     |        |
|  |                     | Nigeria             | 2                   |        |                           |                           |  |  |                     |        |
|  | Australia           | Nigeria             | 2                   | 0 (2)  |                           |                           |  |  |                     |        |
|  | Australia           | 9 agosto - Shanghai |                     | 0 (2)  |                           |                           |  |  |                     |        |
|  | Guinea (dtr)        | 0 (4)               |                     |        |                           |                           |  |  |                     |        |
|  | Guinea (dtr)        | 0 (4)               | Guinea              | 1 (2)  | Finale per il terzo posto | Finale per il terzo posto |  |  |                     |        |
|  | 7 agosto - Shanghai |                     | Guinea              | 1 (2)  | Finale per il terzo posto | Finale per il terzo posto |  |  |                     |        |
|  |                     | Nigeria (dtr)       | 1 (4)               |        |                           |                           |  |  |                     |        |
|  | Ungheria            | Nigeria (dtr)       | 1 (4)               | 1      | Brasile                   | 4                         |  |  |                     |        |
|  | Ungheria            |                     |                     | 1      | Brasile                   | 4                         |  |  |                     |        |
|  | Nigeria             | 3                   |                     | Guinea | 1                         |                           |  |  |                     |        |
|  | Nigeria             | 3                   |                     |        | 1                         |                           |  |  |                     |        |
|  |                     |                     |                     |        |                           |                           |  |  | 11 agosto - Pechino |        |
|  |                     |                     |                     |        |                           |                           |  |  |                     |        |

## La finale
| Arbitro: | Christopher Bambridge |

|              |            |                           |
|              | Marcatori  | 4’ Akpoborie 79’ Igbinoba |
| Horst Köppel | Allenatori | Sebastian Brodrick        |

Nell'incontro decisivo della competizione, arbitrato da Christopher Bambridge e giocato l'11 agosto 1985 allo Stadio dei Lavoratori di Pechino, la Nigeria si porta subito in vantaggio con un goal di Jonathan Akpoborie dopo soli quattro minuti. Al 25' viene ammonito Nduka Ugbade della Nigeria. Al 52' un nuovo giallo per gli africani, stavolta per Fatai Atere, ma il peggio arriva quando il centrocampista Tenworimi Duere viene espulso. La Nigeria non ha una grande differenza reti, perciò il risultato della partita potrebbe ribaltarsi da un momento all'altro. Ma non è così: infatti, al 79', tre minuti dopo l'uscita dal campo del marcatore del match Akpoborie, Osaro Victor Igbinoba segna il risultato della partita con il goal del 2-0 per le aquile verdi.

## Classifica marcatori
In totale, nel torneo giovanile sono state segnate 91 reti da ben 56 giocatori diversi. Inoltre, solo una di queste è stata accreditata come autorete (quella del cinese Bi Sheng nella partita dei quarti contro la Germania Ovest).
| Gol |  |  | Giocatore           | Squadra        |
| --- |  |  | ------------------- | -------------- |
| 8   |  |  | Marcel Witeczek     | Germania Ovest |
| 6   |  |  | William             | Brasile        |
| 4   |  |  | Billa Momoh         | Nigeria        |
| 3   |  |  | Victor Igbinoba     | Nigeria        |
| 3   |  |  | Abdulaziz Al-Razgan | Arabia Saudita |
| 3   |  |  | Zhuang Guo          | Cina           |
| 3   |  |  | Bismarck            | Brasile        |